# چاینا تله‌کام
چاینا تله‌کام (انگلیسی: China Telecom) شرکت مخابرات چینی است، که در سال ۲۰۰۲ توسط چاینا تلکام تأسیس شد و هم‌اکنون دارای عملیات در چین، اروپا و ایالات متحده آمریکا می‌باشد.